# Долятовский, Валерий Анастасиевич
Валерий Анастасиевич Долятовский (род. 23 июля 1939 г., Сталинград) — советский и российский учёный в области технической кибернетики, системного анализа и управления экономикой, математического моделирования биологических и экономических систем, основатель научной школы адаптивного и эволюционного управления. Заслуженный деятель науки России (1991), профессор (1983), доктор экономических наук (1981). Автор 1100 научных работ, включая 26 монографий, 60 изобретений.

## Биография
Родился 23 июля 1939 года в Сталинграде.
С 1956 по 1961 обучался в Донском государственном техническом университете по специальности «Автоматика и телемеханика», с 1964 по 1966 в аспирантуре Института кибернетики АН УССР по спец. «Техническая кибернетика»..В 1966 защитил кандидатскую диссертацию по распознаванию образов. В 1972 году защитил в РГУ докторскую диссертацию на тему «Исследование информационных процессов в анализаторах с применением методов моделирования» по специальности «Физиология», в 1981 году защитил в МЭСИ докторскую диссертацию на тему «Проблема эргономического обеспечения систем машинной обработки информации».
Ведёт научную и педагогическую работу в ЮФУ и РГЭУ, с 1981 года заведующий кафедрой менеджмента и прикладной информатики. Автор 34 учебников по управлению знаниями, исследованию систем управления, адаптивному управлению предприятиями. Член редколлегий трех научных журналов.. Работал экспертом ЮНЕСКО, учился в докторантуре университета Нанси, работал профессором Алжирского университета, приглашенным профессором Университета Фурье (Франция), руководил контрактом и работал профессором Браззавильского университета.
Заведуя кафедрой менеджмента и прикладной информатики РГЭУ, активно работал с промышленностью, выполнил хоздоговоры с НЭВЗ, НСЗ, РХПО, институтом приборостроения по проектированию подсистем АС У, гранты по фундаментальной экономике, теории хаоса, управлению знаниями, стратегическому управлению регионом. Подготовил 8 докторов наук, 26 кандидатов, семь его книг стали лауреатами всероссийских конкурсов на лучшую научную книгу. Член двух диссертационных советов. Член международных ассоциаций медицинской и биологической кибернетики (Италия), ассоциации АСN (Франция), НТОРЭС.В его работах разработаны теоретические основы адаптивного управления в не полностью определенной среде, методы эволюционного управления и системного анализа в современном менеджменте. Им предложены новые методы диагностики и распознавания, выявления корневых проблем развития предприятия, построения интеллектуальных систем управления и создания программных средств обучения и управления.
Опубликовал 1100 научных работ, из них 80 книг (6 - на французском языке), награждён орденом «Знак Почёта» (1982).

## Семья
Женат на Вере Николаевне Долятовской, к.т. н., доцент, декан факультета ЮФУ. В семье дочь- Яна Валерьевна Гамалей (1963), д.э.н., управляющая отделением банка, сын- Владислав, врач-уролог, сын- Леонид- к.э.н., доцент.

## Сочинения
- Изучение механизмов слухового анализа : диссертация ... кандидата биологических наук : 03.00.00. - Киев, 1966. - 340 с. : ил.
- От живых организмов к автоматам [Текст] / В. А. Долятовский, И. Д. Пономарева. - Киев : Наукова думка, 1967. - 179 с. : ил.; 17 см. - (Научно-популярная литература).
- Исследование систем управления : Учеб.-практ. пособие : Учеб. пособие по специальности "менеджмент" : Для руководителей и специалистов различ. отраслей экономики, студентов и преподавателей вузов / В.А. Долятовский, В.Н. Долятовская. - М.; Ростов н/Д : МарТ, 2004 (Тул. тип.). - 255 с. : ил., табл.; 21 см. - (Новые технологии).; ISBN 5-241-00235-9
- Основные концепции менеджмента : Учеб. пособие / В.А. Долятовский, В.В. Долятовский; Ин-т упр., бизнеса и права. - Ростов-на-Дону, 2003. - 111 с. : ил., табл.; 21 см.
- Сравнительный менеджмент [Текст] : учебное пособие / В. А. Долятовский, Т. Н. Рябченко ; Невинномысский институт экономики, управления и права. - Невинномысск : НИЭУП, 2015. - 269 с.; 21 см.; ISBN 978-5-94812-134-5 : 1000 экз.
- Методы эволюционной и синергетической экономики в управлении / В. А. Долятовский, А. И. Касаков, И. К. Коханенко; М-во образования РФ и [др.]. - ст. Отрадная (Краснод. край) ; Ростов н/Д, 2001. - 577 с. : ил., табл.; 20 см.; ISBN 5-7878-0031-1
- Фильтрация, усвоение и использование знаний в управлении социальными и экономическими системами / В.А. Долятовский, А.И. Касаков, Я.В. Гамалей ; М-во образования РФ [и др.]. - Отрадная ; Ростов н/Д, 2003. - 339 с. : ил., табл.; 21 см.
- Моделирование процессов управления региональной экономикой / В. А. Долятовский, Т. Н. Толстых, Я. В. Гамалей; Тамбов. регион. орг. Вол. экон. о-ва России [и др.]. - Тамбов, 1999. - 244, [1] с. : ил., табл.; 21 см.; ISBN 5-88934-106-5
- Стратегическое планирование деятельности вуза на рынке образовательных услуг : [монография] / В. А. Долятовский [и др. ; под ред. В. А. Долятовского, О. А. Мазура]. - Ростов-на-Дону; Невинномысск : [Невинномысский ин-т экономики, упр. и права], 2005. - 235 с. : ил., табл.; 21 см.; ISBN 5-94812-025-2